# Chiromantes haematocheir
Chiromantes haematocheir is een krabbensoort uit de familie van de Sesarmidae. De wetenschappelijke naam van de soort is voor het eerst geldig gepubliceerd in 1833 door De Haan.